# Longueil
Longueil är en kommun i departementet Seine-Maritime i regionen Normandie i norra Frankrike. Kommunen ligger i kantonen Offranville som tillhör arrondissementet Dieppe. År 2022 hade Longueil 508 invånare.

## Befolkningsutveckling
Antalet invånare i kommunen Longueil
| Referens: INSEE |